# Helen Lindes
Helen Lindes Griffiths, née le 17 août 1981 à Gérone, est un mannequin espagnol ayant été couronné Miss Espagne en 2000.
Elle se marie avec le basketteur Rudy Fernández en 2015.